# Davide Plebani
Davide Plebani (ur. 24 lipca 1996 w Sarnico) – włoski kolarz torowy i szosowy, brązowy medalista mistrzostw świata.

## Kariera
Pierwszy sukces w karierze osiągnął w 2014 roku, kiedy zdobył złoty medal szosowych mistrzostw Włoch w wyścigu ze startu wspólnego juniorów. Na rozgrywanych dwa lata później torowych mistrzostwach Europy w U-23 zdobył srebrny medal w drużynowym wyścigu na dochodzenie. Na mistrzostwach świata w Pruszkowie (2019) wywalczył brązowy medal w indywidualnym wyścigu na dochodzenie. W zawodach tych wyprzedzili go tylko jego rodak, Filippo Ganna i Niemiec Domenic Weinstein. W tym samym roku zdobył też srebrne medale indywidualnie i drużynowo podczas igrzysk europejskich w Mińsku oraz srebrny w drużynie na mistrzostwach Europy w Apeldoorn. W 2020 roku zdobył brązowy medal w drużynowej jeździe na czas na szosowych mistrzostwach Europy w Plouay. Ponadto zdobył srebrny medal w indywidualnym wyścigu na dochodzenie na mistrzostwach Europy w Monachium w 2022 roku.